# Justin Kloos
Justin Glenn Kloos, född 30 november 1993 i Lakeville i Minnesota, är en amerikansk professionell ishockeyforward som spelar för Leksands IF i SHL. Han spelar med nummer 28.
Kloos har tidigare spelat på NHL-nivå för Minnesota Wild och på lägre nivåer för Iowa Wild i AHL, Minnesota Golden Gophers (University of Minnesota) i NCAA och Waterloo Black Hawks i USHL.

## Spelarkarriär

### NHL

#### Minnesota Wild
Kloos blev aldrig draftad av någon NHL-organisation men den 29 mars 2017 skrev han som free agent på ett tvåårigt entry level-kontrakt med Minnesota Wild.
Han spelade bara en match med Wild i NHL och tillbringade resten av tiden i lagets farmarlag Iowa Wild i AHL där han gjorde 81 poäng på 119 matcher.

#### Anaheim Ducks
Den 16 januari 2019 blev han tradad till Anaheim Ducks i utbyte mot Pontus Åberg.

### SHL
Inför säsongen 2021/22 skrev Kloos ett tvåårigt kontrakt med Leksands IF som sedan förlängdes i ytterligare två år.

## Privatliv
Kloos är uppvuxen i Northfield utanför Minneapolis-Saint Paul, och har alltså spelat för NHL-laget i området han kommer från.

## Statistik
| 2009–2010   | Lakeville South High     |             | 18  | 21 | 17 | 38  | 2  | 3 | 4 | 3  | 7  | 0 |
| 2010–2011   | Lakeville South High     |             | 24  | 35 | 44 | 79  | 8  | 3 | 6 | 5  | 11 | 0 |
|             | Team Southeast           |             | 20  | 9  | 16 | 25  | 10 | 3 | 2 | 4  | 6  | 2 |
|             | Waterloo Black Hawks     | USHL        | 10  | 3  | 2  | 5   | 2  | 2 | 0 | 0  | 0  | 0 |
| 2011–2012   | Lakeville South High     |             | 25  | 34 | 47 | 81  | 4  | 3 | 5 | 13 | 18 | 0 |
|             | Team Southeast           |             | 24  | 18 | 32 | 50  | 2  | — | — | —  | —  | — |
|             | Waterloo Black Hawks     | USHL        | 2   | 2  | 2  | 4   | 0  | — | — | —  | —  | — |
| 2012–2013   | Waterloo Black Hawks     | USHL        | 54  | 29 | 58 | 87  | 22 | 5 | 0 | 4  | 4  | 2 |
| 2013–2014   | Minnesota Golden Gophers | NCAA        | 41  | 16 | 16 | 32  | 16 | — | — | —  | —  | — |
| 2014–2015   | Minnesota Golden Gophers | NCAA        | 39  | 13 | 19 | 32  | 26 | — | — | —  | —  | — |
| 2015–2016   | Minnesota Golden Gophers | NCAA        | 37  | 16 | 27 | 43  | 26 | — | — | —  | —  | — |
| 2016–2017   | Minnesota Golden Gophers | NCAA        | 38  | 18 | 25 | 43  | 28 | — | — | —  | —  | — |
|             | Iowa Wild                | AHL         | 9   | 1  | 0  | 1   | 4  | — | — | —  | —  | — |
| 2017–2018   | Minnesota Wild           | NHL         | 1   | 0  | 0  | 0   | 2  | — | — | —  | —  | — |
|             | Iowa Wild                | AHL         | 76  | 19 | 31 | 50  | 42 | — | — | —  | —  | — |
| 2018–2019   | Iowa Wild                | AHL         | 34  | 12 | 18 | 30  | 26 | — | — | —  | —  | — |
|             | San Diego Gulls          | AHL         | —   | —  | —  | —   | —  | — | — | —  | —  | — |
| NHL totalt  | NHL totalt               | NHL totalt  | 1   | 0  | 0  | 0   | 2  | — | — | —  | —  | — |
| AHL totalt  | AHL totalt               | AHL totalt  | 119 | 32 | 49 | 81  | 72 | — | — | —  | —  | — |
| NCAA totalt | NCAA totalt              | NCAA totalt | 155 | 63 | 87 | 150 | 96 | — | — | —  | —  | — |
| USHL totalt | USHL totalt              | USHL totalt | 66  | 34 | 62 | 96  | 24 | 7 | 0 | 4  | 4  | 2 |